# Kaltenbrunn (Gemeinde Grafenschlag)
Kaltenbrunn ist eine Ortschaft und eine Katastralgemeinde der Gemeinde Grafenschlag im Bezirk Zwettl in Niederösterreich. Der Ort liegt auf etwa 743 Metern Seehöhe östlich von Grafenschlag oberhalb der Senke des südlich gelegenen Purzelkamps und stellt sich der Siedlungsform nach als Platzdorf dar. Im Ortsgebiet befinden sich auch noch die Einzellagen Gallmühle und Hofsäge. Die Ortschaft hat 74 Einwohner (Stand: 1. Jänner 2024).

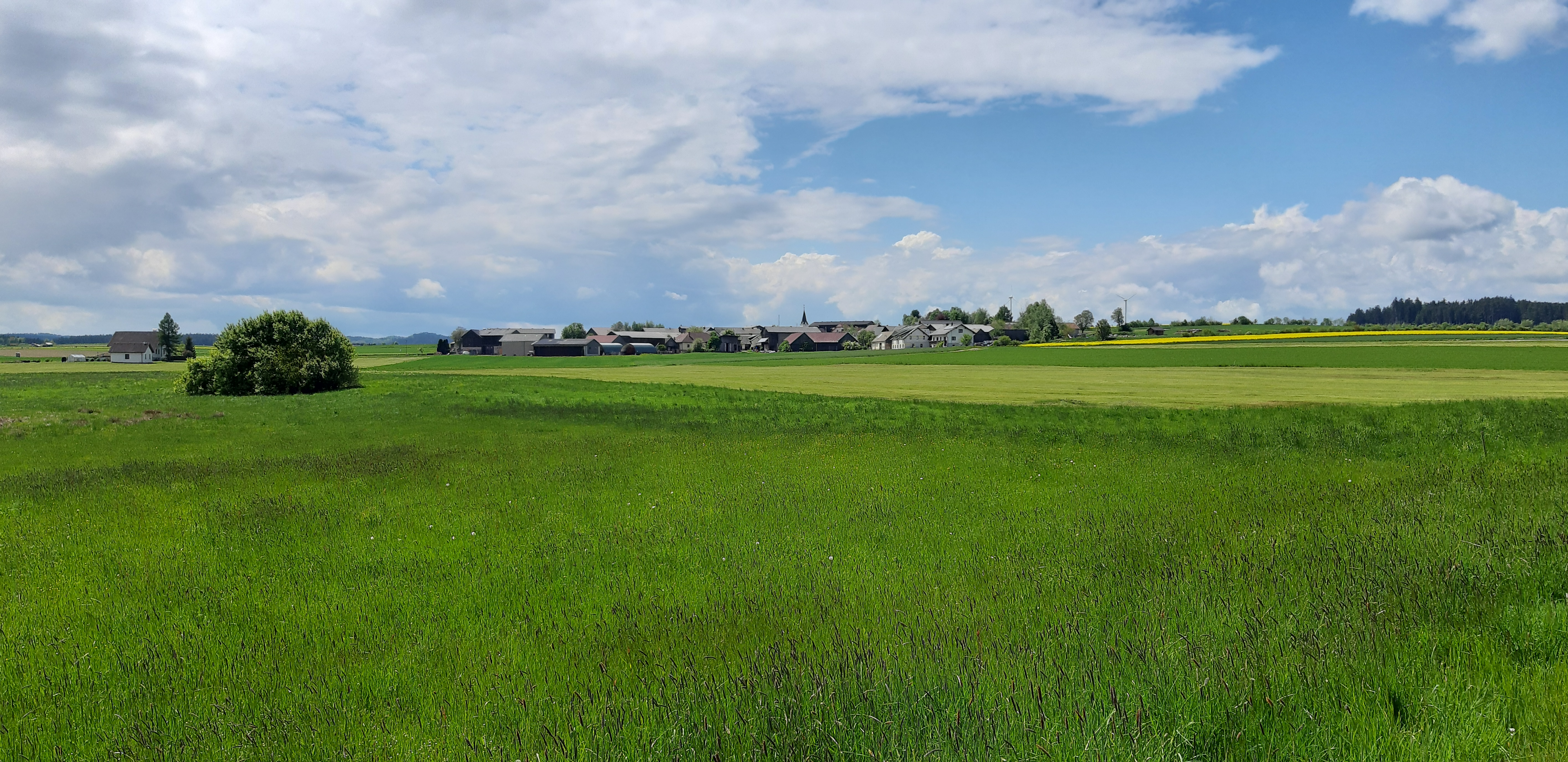
Blick auf Kaltenbrunn

## Geschichte
Er wurde 1193 zum ersten Mal schriftlich als „Chaltenbrunn“ erwähnt, der Name deutet auf eine Quelle, die durch frisches kaltes Wasser gekennzeichnet ist hin.
Im Eintrag der Josephinischen Fassion aus Jahre 1786/87 gab es im heutigen Ort 20 Häuser.
Im Jahr 1822 wurde der Ort als Dorf mit einundzwanzig Häusern genannt, das nach Grafenschlag eingepfarrt war, wohin auch die Kinder eingeschult wurden. Das Stift Zwettl in seiner Funktion als Herrschaft Zwettl besaß die Ortsobrigkeit, besorgte die Konskription und hatte die Grundherrschaft inne, die Landgerichtsbarkeit wurde durch die Herrschaft Ottenschlag ausgeübt.
Nach der Entstehung der Ortsgemeinden 1849 wurde Kaltenbrunn eine Katastralgemeinde der Gemeinde Grafenschlag.
1906 erhielt der Ort eine Haltestelle an der Bahnstrecke Schwarzenau–Martinsberg-Gutenbrunn.
Laut Adressbuch von Österreich waren im Jahr 1938 in Kaltenbrunn ein Gastwirt, ein Gemischtwarenhändler, ein Holzhändler, ein Schmied und mehrere Landwirte ansässig. Zudem gab es ein Sägewerk.
1995 wurde am tiefsten Punkt der Gemeinde Grafenschlag südöstlich von Kaltenbrunn eine Kläranlage in Betrieb genommen, in den 2000er Jahren wurde eine Biogasanlage südlich des Ortes errichtet.

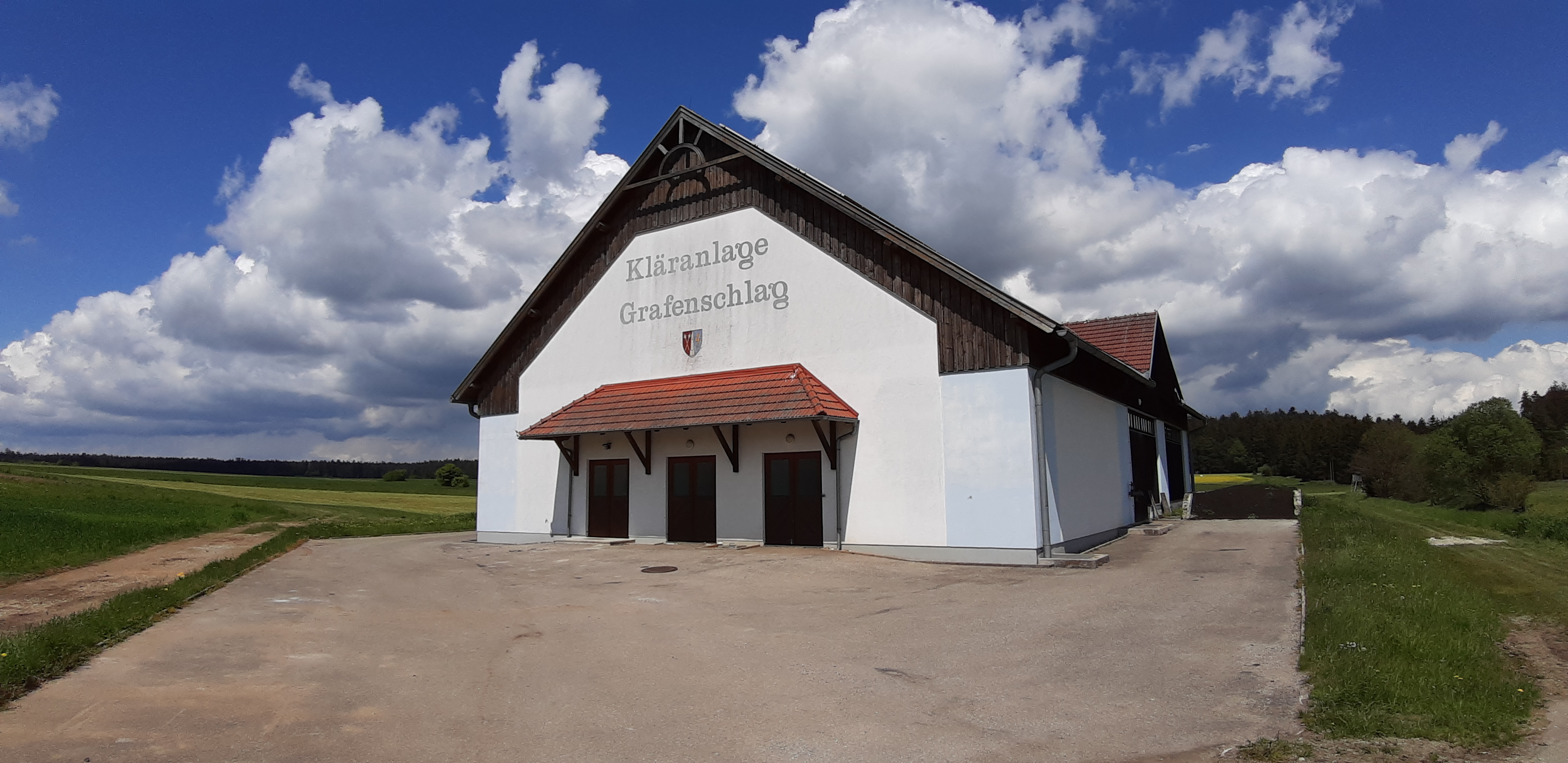
Blick auf die Grafenschläger Kläranlage im Ortsgebiet

## Sehenswürdigkeiten
- denkmalgeschützte Ortskapelle von 1834 (Listeneintrag)

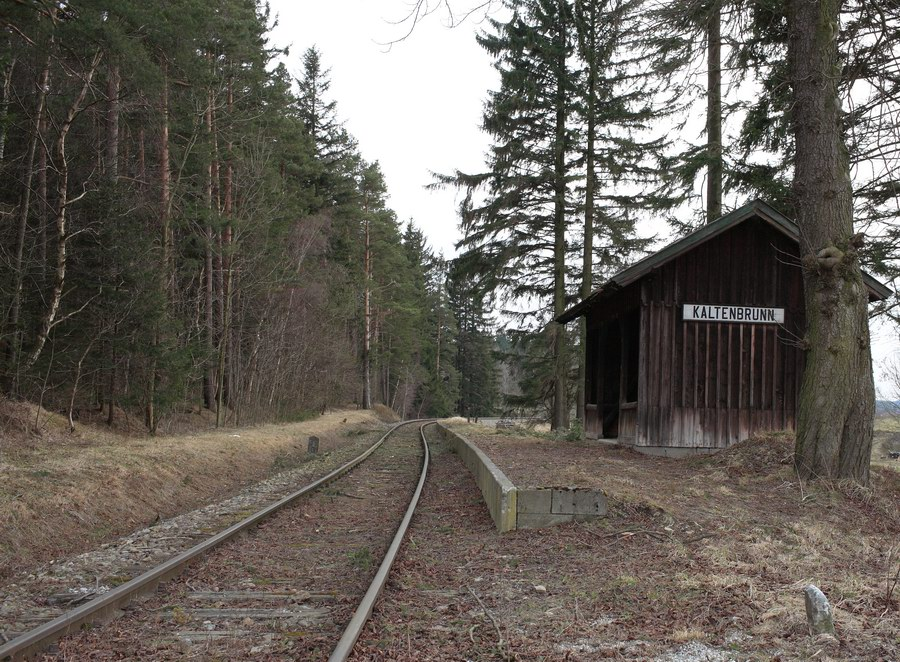
Frühere Bahnhaltestelle Kaltenbrunn